# Веретье (Пермский край)
Веретье — упразднённый рабочий посёлок в Пермском крае, в 1932 году включен в состав вновь образованного города Березники.

## География
Посёлок располагался на реке Зырянка, современная промзона города Березники южнее железнодорожного вокзала.

## История
Деревня Веретье основана в XVII веке. Подразделялась на Малую (возле ж/д станции) и Большую Веретии.
Постановление ВЦИК от 27.08.1928 «Об утверждении списка рабочих поселков Уральской области» Веретье (Веретия) отнесено к категории рабочих поселков.
Постановление ЦИК РСФСР от 20 марта 1932 г. № 40 "Об объединении г. Усолье с рабочими поселками: Веретии, Дедюхиным, Ленвой, Усть-Зырянкой и Чуртаном Березниковского района Уральской области в один город «Березники».
В 1973 году ввиду увеличения промышленных зон БРУ-1 и БАТЗ было принято решение о ликвидации микрорайона. Жители были рсселены других чатях города.

## Железнодорожная станция Веретье
59°24′10″ с. ш. 56°45′26″ в. д. — место, где находилась станция Веретье (Усольская).
Станция построена в 1879 году. Первоначальное название — Веретье, затем Усольская, с середины 60-х — Березники.

## Улицы, существовавшие с 1920—1930-х гг
Большая Веретия: Грибоедова, Дорожный переулок, Набережная, Пермская, Пугачева, Свободы.
Малая Веретия: Народная, Пионеров, Плеханова, Товарная, Тупиковая.

## Известные уроженцы
Павел Степанович Богословский (1890—1966) — литературовед, фольклорист, этнограф, доктор филологических наук, профессор Пермского университета (1922 год), действительный член Русского географического общества (1928 год).

## Документы
(…) сенным покосам — пожню на Чабовском волоку, до пожню Мартемьяновскую, с верхняго конца речки Зырянки, с зырянским крестьянином, с Огафоном Кормильцевым, а кругом, тех пожен, речка Зырянка, а третью пожню, что за речкою Зырянкою, межа с верхняго конца от Толыча, с Ваською Остафьевым с братиею, а нижнего конца с Осипом Кормильцевым, а четвёртой пожне, что вверх по Толыче половниковской, с Якушком Половниковым, а нижнего конца речки Толыча с Огафонком Кормильцевым, да и сады на плодбища, в низ по Зырянке…. пожни, а от…. пожни в низ по Зырянке до Веретеино новой чисти до ручья, да по купчей зырянских крестьян, Олешки Борисова, да Федотка, да Васьки, да Онтонка, да Давыдка, да Петрушки Остафьевых детей Борисова, пожню, что по нижнюю сторону речки Толыча, межа с верхнюю сторону, с Осипком Кормильцевым по Толыче, в верху по Толычу и по речке по Зырянке его же, Богданова (…)
Соликамские Писцовые книги письма и меры Михаила Кайсарова 1623—1624 г.